# NGC 1656
NGC 1656 је лентикуларна галаксија у сазвежђу Еридан која се налази на NGC листи објеката дубоког неба.
Деклинација објекта је - 5° 8' 11" а ректасцензија 4h 45m 53,3s. Привидна величина (магнитуда) објекта NGC 1656 износи 12,9 а фотографска магнитуда 13,8. NGC 1656 је још познат и под ознакама MCG -1-13-5, PGC 15949.